# Пирофобија
Пирофобија (старогрчки πυρ - ватра, топлота; и φοβος - страх) је специфична фобија која се састоји од сталног, ирационалног, опсесивног, паничног страха од ватре, пожара; опсесивни страх од тога да будете живи спаљени, опрљени или да ће изгубити имовину као резултат пожара. Распрострањена је међу људима који су преживели ратове, природне катастрофе, катастрофе изазване човеком, онима који су задобили опекотине и сведоцима пожара, међутим, таква фобија може настати и под утиском након гледања филма, или из извештаја. о пожарима у медијима. Понекад се пирофобија развија из дечјих страхова.

## Опис
Нису сви страхови од пожара фобије. Природни страх од ватре и пожара, као и педантно придржавање правила заштите од пожара, нису манифестације фобије. Овај страх прераста у фобију тек када постане опсесиван и манифестује се повећаном анксиозношћу, хроничном несаницом и неповерењем у себе (нпр. код пирофобије особа може да се врати кући неколико пута да провери да ли су гас, електрични апарати искључени). Особа која пати од ове фобије стално се плаши пожара, слика у својој машти слике смрти у пожарима, болне смрти од опекотина, упушта се у опсесивну потрагу за информацијама у медијима о пожарима и њиховим жртвама, плаши се да погледа код изгорелих објеката, трагова пожара, опекотина, спаљених лешева, или, обрнуто, испитује их са повећаним интересовањем. Често се такви људи плаше и ватрогасних возила која пролазе, посебно ако упале сирену.
Страх од смрти у пожару подразумева настанак и развој других фобија - аерофобије (пошто је велика већина авионских несрећа праћена јаким пожарима), амаксофобије (због чињенице да понекад изазива механичка деформација возила током несреће). да се запали), клаустрофобија (када се особа која болује од пирофобије стално плаши да не изађе из запаљеног затвореног простора у случају пожара), сеизмофобија (пошто се пожари често јављају као последица земљотреса) итд.